# Arthur Schachenmann
Arthur Schachenmann, né à Altkirch (Haut-Rhin) en 1893 et mort à Schaffhouse en 1978, est un artiste-peintre alsacien. Autodidacte, il peint des paysages du Sundgau et des natures mortes.

## Expositions
- Jacky Chevaux, Louis Chervin, Bernard Gantner, Odile Ress, Arthur Schachenmann, Galerie Au Souffle de Paris, Saint-Louis (Haut-Rhin), novembre-décembre 1965.